# Chlorodynerus chloroticus
Chlorodynerus chloroticus är en stekelart som först beskrevs av Spinosa 1838.  Chlorodynerus chloroticus ingår i släktet Chlorodynerus och familjen Eumenidae. Inga underarter finns listade i Catalogue of Life.